# کلیسای هوهانس مقدس (ساریگیوغ)
کلیسای هوهانس مقدس (ارمنی: Սուրբ Հովհաննես եկեղեցի) یک کلیسا متعلق به کلیسای حواری ارمنی واقع در شهر ساریگیوغ، استان تاووش ارمنستان می‌باشد. ساخت و ساز این ساختمان در سده ۱۹ام میلادی؛ به پایان رسید. این بنا به سبک معماری ارمنی طراحی شده است.